# Sapulpa
Sapulpa é uma cidade localizada no estado norte-americano de Oklahoma, no Condado de Creek.

## Demografia
Segundo o censo norte-americano de 2000, a sua população era de 19.166 habitantes.
Em 2006, foi estimada uma população de 20.871, um aumento de 1705 (8.9%).

## Geografia
De acordo com o United States Census Bureau tem uma área de
48,4 km², dos quais 48,3 km² cobertos por terra e 0,1 km² cobertos por água.

## Localidades na vizinhança
O diagrama seguinte representa as localidades num raio de 12 km ao redor de Sapulpa.